# Hasegawa Yoshimichi

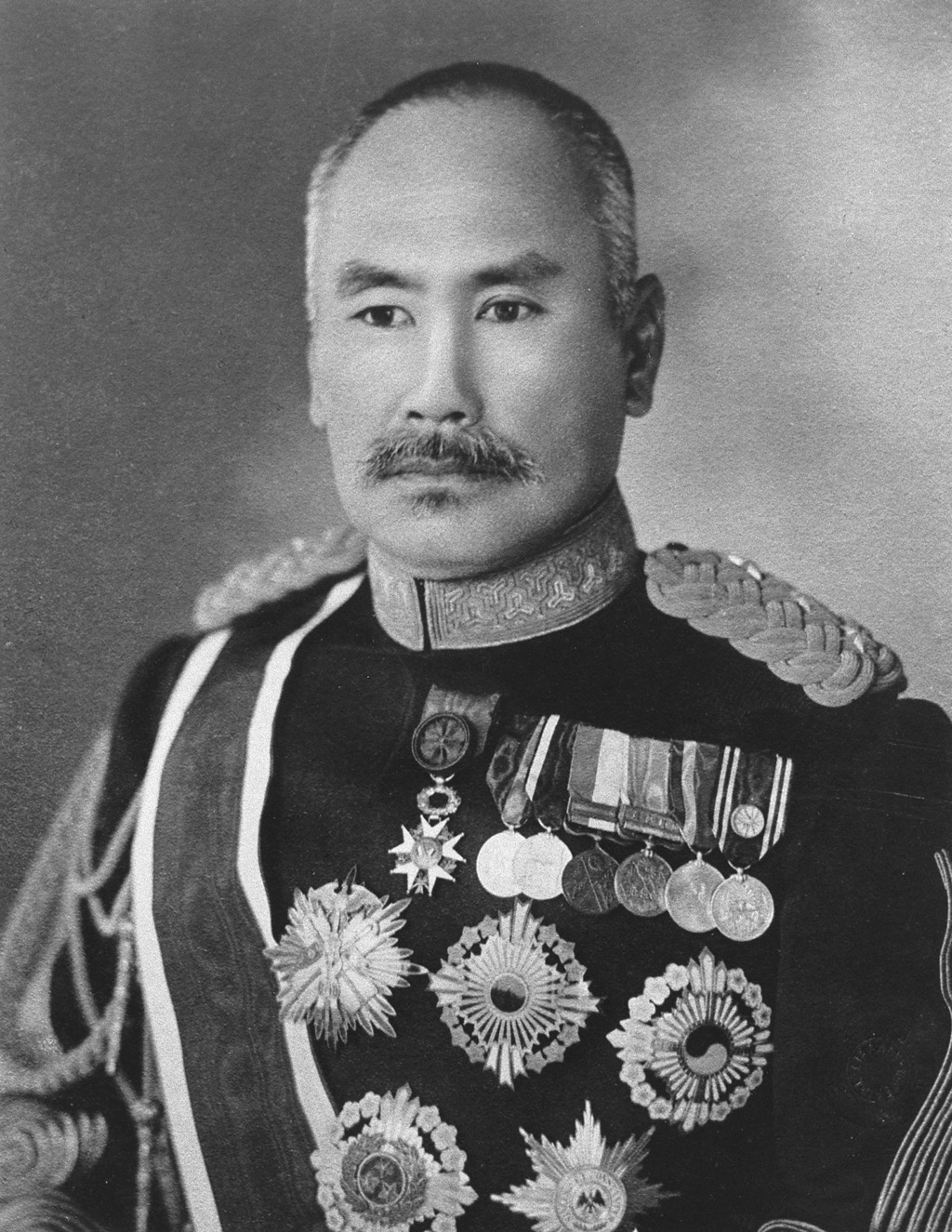
Hasegawa Yoshimichi

Hakushaku Hasegawa Yoshimichi (jap. 長谷川 好道; * 1. Oktober 1850 in Iwakuni; † 27. Januar 1924 in Tokio) war ein Feldmarschall (Gensui) der Kaiserlich Japanischen Armee und Generalgouverneur des japanisch besetzten Korea.

## Leben
Hasegawa wurde 1850 in eine Samurai-Familie in der damaligen Provinz Suō im Süden der japanischen Hauptinsel Honshū geboren. Während der Meiji-Restauration stellte er sich mit den Truppen seiner Heimatprovinz auf die Seite des Tennō und kämpfte 1868 im Boshin-Krieg, in welchem das Tokugawa-Shogunat besiegt und abgeschafft wurde.
Nach der Gründung der Kaiserlich Japanischen Armee 1871 trat Hasegawa dieser zuerst im Rang eines Hauptmanns bei, wurde jedoch bereits nach kurzer Zeit zum Major befördert. Während der Satsuma-Rebellion erhielt er das Kommando über ein Regiment, mit welchem er am Entsatz der Burg Kumamoto am 14. April 1877 teilnahm.
Im Jahre 1885 wurde er als Militärattaché nach Frankreich gesandt, um dort die aktuellen europäischen Militärstrategien und Taktiken zu analysieren. Noch vor seiner Rückkehr im folgenden Jahr wurde er in Abwesenheit zum Generalmajor befördert.
Im Ersten Japanisch-Chinesischen Krieg wurde er für seine Tapferkeit ausgezeichnet, als er seine 12. Infanteriebrigade in der Schlacht von Pjöngjang am 15. September 1894 und den Scharmützeln um Haicheng vom Dezember 1894 bis Januar 1895 führte. Nach Ende des Krieges wurde ihm im japanischen Erbadelssystem (Kazoku) der Titel eines Baron (Danshaku) verliehen.
Während des Russisch-Japanischen Krieges führte Hasegawa die Einheiten der Kaiserlichen Garde, die der 1. Armee unter General Kuroki Tamemoto zugeteilt waren. Mit dieser nahm er an der Schlacht am Yalu teil. Als Belohnung für seine gute Einheitenführung in dieser Schlacht wurde er im Juni 1904 zum vollwertigen General befördert. Nach Ende des Krieges wurde er dann in den Rang eines Vizegraf (Shishaku) erhoben.
Nach dem Dienst als Befehlshaber der Garnisonsarmee in Korea von September 1904 bis Dezember 1908 wurde er 1912 zum Stabschef des japanischen Generalstabs. In dieser Position drängte er den Heeresminister Uehara Yūsaku dazu, zurückzutreten um gegen die Steuerpolitik des Premierministers Saionji Kinmochi zu protestieren. Außerdem versuchte er die neue Regelung rückgängig zu machen, nach der nur aktive Offiziere zum Heeres- beziehungsweise Marineminister ernannt werden konnten. Dies führte zum Zusammenbruch der Regierung Saionji.
1915 erfolgte Hasegawas Beförderung zum Feldmarschall (Gensui) und 1916 die Ernennung zum Graf (Hakushaku).
Ebenfalls 1916 wurde er zum zweiten Generalgouverneur des inzwischen annektierten und in Chōsen umbenannten Korea. In dieser Position wurde er später für sein militärisches Vorgehen gegen die friedlich auftretende Bewegung des ersten März kritisiert.
Nach seinem Tod im Jahre 1924 wurde Hasegawa auf dem Friedhof Aoyama in Tokio beigesetzt.